# Дикое (болото)
Ди́кое (бел. Дзікае) — болото низинного типа, на севере Пружанского и юге Свислочского районов Беларуси, в водосборах Ясельды и Нарева.

## Описание болота
Площадь болота — 21,7 тыс. га. Средняя глубина торфа 1,4 м, максимальная достигает 3,6 м. Степень разложения торфа 40 %, зольность 11,5 %. Часть болота находится на территории одноименного гидрологического заказника. В Свислочском районе с 1973 года осушено 7768 га.

## Флора
Болото занято главным образом кустарником, частично лесом. Встречаются участки, заросшие осокой.

## Неблагоприятные факторы
- Сокращение сенокосов является основной причиной зарастания открытых низменных болот кустарником.
- Осушение. Существенное влияние на гидрологический режим оказывает неправильная эксплуатация существующих мелиоративных систем.
- Ускорение естественной сукцессии. Болото Дикое находится на переходной стадии развития (между гипново-осоковым и осоково-сфагновым типом болот). Этот процесс значительно ускорился в последние 30-40 лет, когда болото перестали использовать для сенокошения.